# Bảo tàng Bưu điện Ba Lan ở Gdańsk
Bảo tàng Bưu điện Ba Lan ở Gdańsk (tiếng Ba Lan: Muzeum Poczty Polskiej w Gdańsku) là một bảo tàng tọa lạc tại số 1/2 Quảng trường Những người bảo vệ Bưu điện Ba Lan, Gdańsk, Ba Lan.
Hoạt động của bảo tàng này tập trung vào việc giới thiệu Bưu điện Ba Lan tại Thành phố tự do Gdańsk hoạt động từ năm 1920 đến năm 1939, thu thập và triển lãm các tài liệu và hiện vật liên quan đến các hoạt động yêu nước và xã hội của người Ba Lan ở Thành phố Tự do Gdańsk trong giai đoạn 1920 - 1939, các hoạt động của Bưu điện Ba Lan trong khu vực này, đặc biệt là việc bảo vệ Bưu điện Ba Lan và Văn phòng Điện báo số 1 tại Gdańsk vào ngày 1 tháng 9 năm 1939.

## Lịch sử
Bảo tàng Bưu điện Ba Lan ở Gdańsk được thành lập vào năm 1979. Trước năm 2003, bảo tàng là một chi nhánh của Bảo tàng Bưu chính Viễn thông ở Wrocław. Hiện tại, bảo tàng này là một trong những chi nhánh của Bảo tàng Gdańsk. Tương tự như Bảo tàng Westerplatte và Chiến tranh năm 1939 và Bảo tàng Chiến tranh thế giới thứ hai, Bảo tàng Bưu điện Ba Lan ở Gdańsk là một điểm nhất định phải tham quan đối với những du khách quan tâm đến ngày đầu của Chiến tranh thế giới thứ hai.